# Caselle Landi
Caselle Landi là một đô thị ở tỉnh Lodi trong vùng Lombardia của Italia, cách khoảng 70 km về phía đông nam của Milano và khoảng 35 km về phía đông nam của Lodi.
Tại thời điểm 31 tháng 12 năm 2004, đô thị này có dân số 1.751 người và diện tích là 25,9 km².
Một phần của tên gọi "Landi" xuất xứ từ dòng họ danh giá của Ý: Landi.
Caselle Landi giáp các đô thị: Cornovecchio, Meleti, Corno Giovine, Santo Stefano Lodigiano, Castelnuovo Bocca d'Adda, Piacenza, Caorso.

## Ảnh

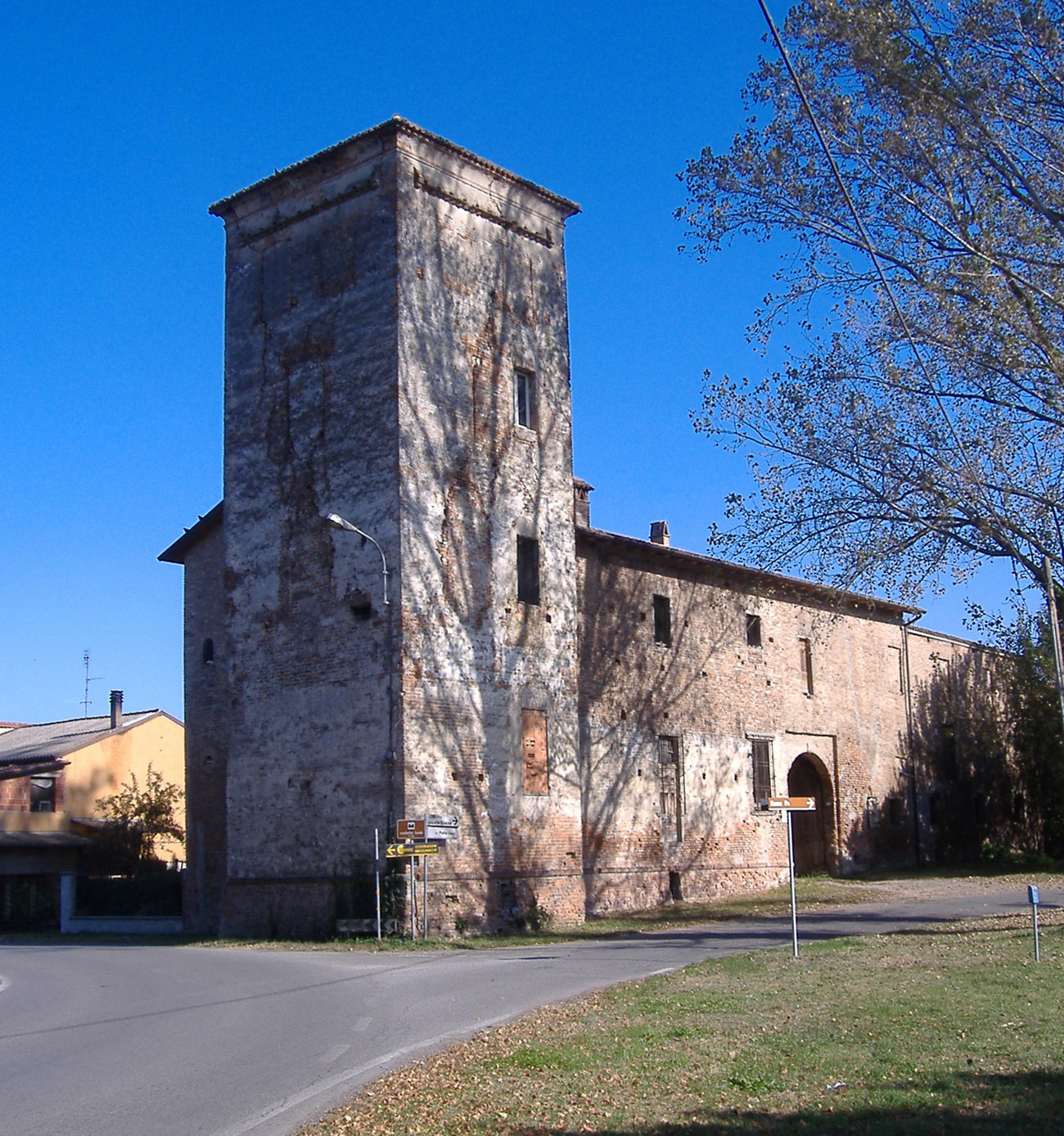
Old Castle, 15th century
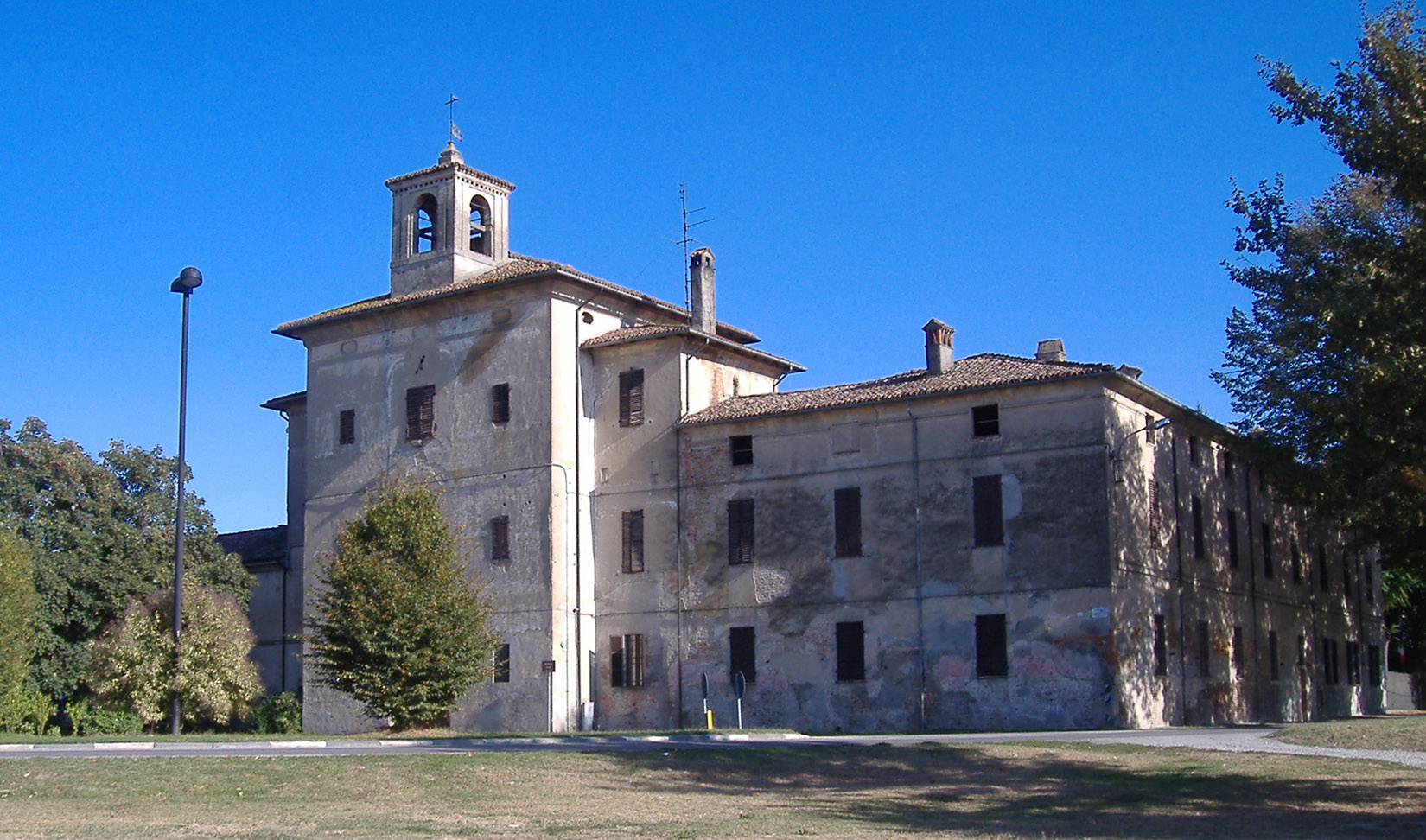
New Castle, 17th century